# 平良廣
平良廣（835年6月5日—928年12月4日），又名平良弘，桓武平氏高望王之子，土佐宇賀氏始祖。

## 概要
他是桓武天皇之孫高望王四子，兄長是平國香，平良兼、平良將（平將門父），弟是平良孫、平良文、平良茂、平良正。
他父親高望王任上總國介時長子、次子和三子在東國擴張勢力。他本人則因與應天門之變主謀紀氏有姻親關係被連坐被流配土佐。
他後來留在土佐直到去世，子孫成為宇賀氏。